# ام‌وی مونت سنت میشل
ام‌وی مونت سنت میشل (به انگلیسی: MV Mont St Michel) یک کشتی است که طول آن ۱۷۳ متر (۵۶۸ فوت) می‌باشد. این کشتی  در سال ۲۰۰۲ ساخته شد.